# Teatre romà de Bosrà

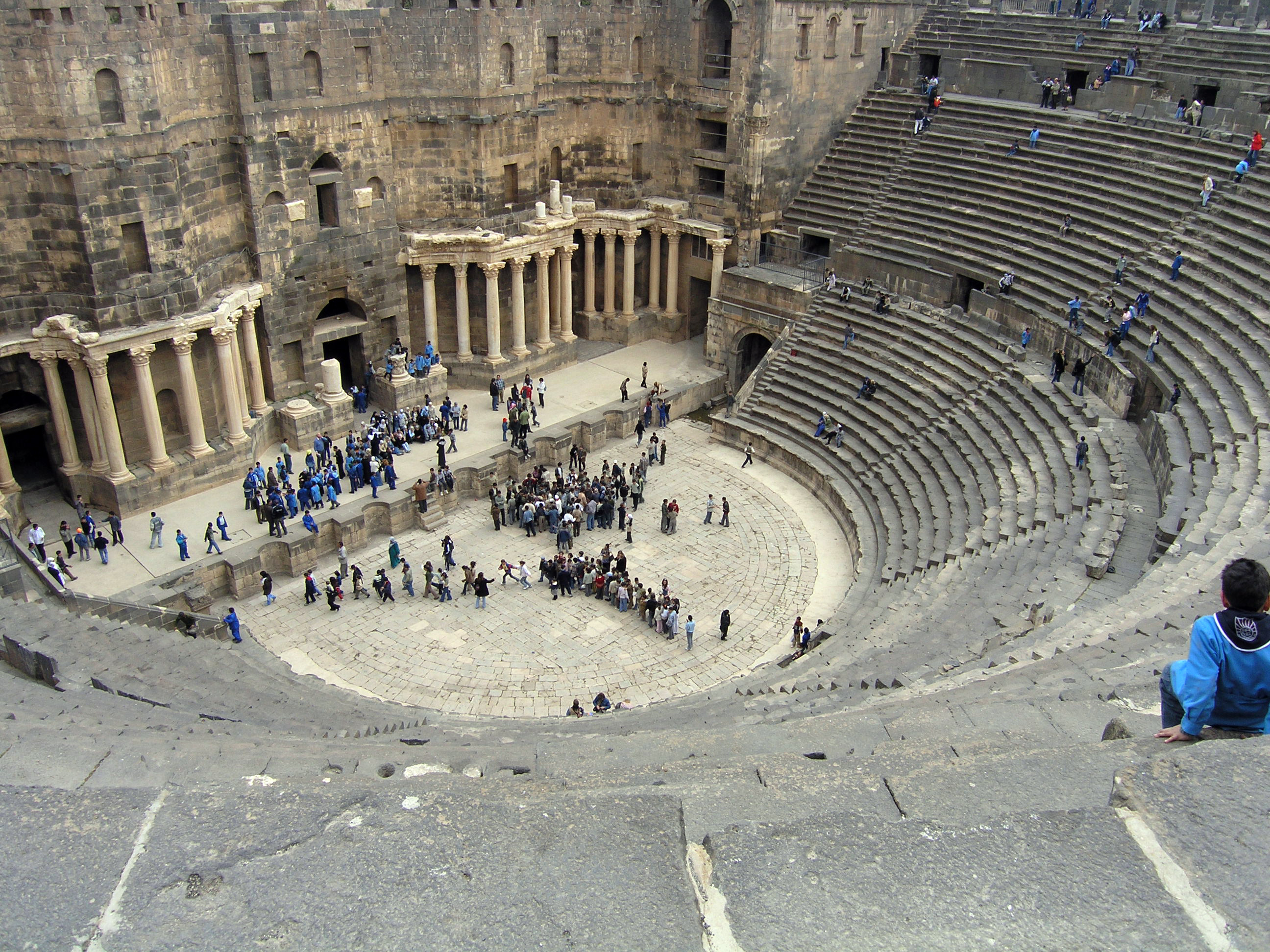
El Teatre romà de Bosrà (Síria).

El Teatre romà de Bosrà va ser un teatre de la ciutat oasi de Bosrà (Síria), al sud de Damasc, prop de l'actual Hauran. Va ser construït al segle ii i tenia una capacitat per a 15.000 espectadors. L'acústica va ser dissenyada fins i tot per als seients més allunyats de l'escena. Aquesta feia 45 metres d'ample per 8 de profunditat.
El 1980 va ser declarat Patrimoni de la Humanitat per la Unesco dins el conjunt «Ciutat antiga de Bosrà». El 20 de juny de 2013, la Unesco va incloure a tots els llocs sirians a la llista del Patrimoni de la Humanitat en perill per alertar sobre els riscos a què estan exposats a causa de la Guerra civil siriana.